# 2010 год

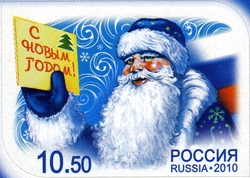
Почтовая марка России, 2010 год

2010 (две ты́сячи деся́тый) год  по григорианскому календарю — невисокосный год, начинающийся в пятницу. Это 2010 год нашей эры, 10‑й год 1‑го десятилетия XXI века 3‑го тысячелетия, 1‑й год 2010‑х годов. Он закончился 15 лет назад.
| Пн | Вт | Ср | Чт | Пт | Сб | Вс |
|    |    |    |    | 1  | 2  | 3  |
| 4  | 5  | 6  | 7  | 8  | 9  | 10 |
| 11 | 12 | 13 | 14 | 15 | 16 | 17 |
| 18 | 19 | 20 | 21 | 22 | 23 | 24 |
| 25 | 26 | 27 | 28 | 29 | 30 | 31 |

| Пн | Вт | Ср | Чт | Пт | Сб | Вс |
| 1  | 2  | 3  | 4  | 5  | 6  | 7  |
| 8  | 9  | 10 | 11 | 12 | 13 | 14 |
| 15 | 16 | 17 | 18 | 19 | 20 | 21 |
| 22 | 23 | 24 | 25 | 26 | 27 | 28 |

| Пн | Вт | Ср | Чт | Пт | Сб | Вс |
| 1  | 2  | 3  | 4  | 5  | 6  | 7  |
| 8  | 9  | 10 | 11 | 12 | 13 | 14 |
| 15 | 16 | 17 | 18 | 19 | 20 | 21 |
| 22 | 23 | 24 | 25 | 26 | 27 | 28 |
| 29 | 30 | 31 |    |    |    |    |

| Пн | Вт | Ср | Чт | Пт | Сб | Вс |
|    |    |    | 1  | 2  | 3  | 4  |
| 5  | 6  | 7  | 8  | 9  | 10 | 11 |
| 12 | 13 | 14 | 15 | 16 | 17 | 18 |
| 19 | 20 | 21 | 22 | 23 | 24 | 25 |
| 26 | 27 | 28 | 29 | 30 |    |    |

| Пн | Вт | Ср | Чт | Пт | Сб | Вс |
|    |    |    |    |    | 1  | 2  |
| 3  | 4  | 5  | 6  | 7  | 8  | 9  |
| 10 | 11 | 12 | 13 | 14 | 15 | 16 |
| 17 | 18 | 19 | 20 | 21 | 22 | 23 |
| 24 | 25 | 26 | 27 | 28 | 29 | 30 |
| 31 |    |    |    |    |    |    |

| Пн | Вт | Ср | Чт | Пт | Сб | Вс |
|    | 1  | 2  | 3  | 4  | 5  | 6  |
| 7  | 8  | 9  | 10 | 11 | 12 | 13 |
| 14 | 15 | 16 | 17 | 18 | 19 | 20 |
| 21 | 22 | 23 | 24 | 25 | 26 | 27 |
| 28 | 29 | 30 |    |    |    |    |

| Пн | Вт | Ср | Чт | Пт | Сб | Вс |
|    |    |    | 1  | 2  | 3  | 4  |
| 5  | 6  | 7  | 8  | 9  | 10 | 11 |
| 12 | 13 | 14 | 15 | 16 | 17 | 18 |
| 19 | 20 | 21 | 22 | 23 | 24 | 25 |
| 26 | 27 | 28 | 29 | 30 | 31 |    |

| Пн | Вт | Ср | Чт | Пт | Сб | Вс |
|    |    |    |    |    |    | 1  |
| 2  | 3  | 4  | 5  | 6  | 7  | 8  |
| 9  | 10 | 11 | 12 | 13 | 14 | 15 |
| 16 | 17 | 18 | 19 | 20 | 21 | 22 |
| 23 | 24 | 25 | 26 | 27 | 28 | 29 |
| 30 | 31 |    |    |    |    |    |

| Пн | Вт | Ср | Чт | Пт | Сб | Вс |
|    |    | 1  | 2  | 3  | 4  | 5  |
| 6  | 7  | 8  | 9  | 10 | 11 | 12 |
| 13 | 14 | 15 | 16 | 17 | 18 | 19 |
| 20 | 21 | 22 | 23 | 24 | 25 | 26 |
| 27 | 28 | 29 | 30 |    |    |    |

| Пн | Вт | Ср | Чт | Пт | Сб | Вс |
|    |    |    |    | 1  | 2  | 3  |
| 4  | 5  | 6  | 7  | 8  | 9  | 10 |
| 11 | 12 | 13 | 14 | 15 | 16 | 17 |
| 18 | 19 | 20 | 21 | 22 | 23 | 24 |
| 25 | 26 | 27 | 28 | 29 | 30 | 31 |

| Пн | Вт | Ср | Чт | Пт | Сб | Вс |
| 1  | 2  | 3  | 4  | 5  | 6  | 7  |
| 8  | 9  | 10 | 11 | 12 | 13 | 14 |
| 15 | 16 | 17 | 18 | 19 | 20 | 21 |
| 22 | 23 | 24 | 25 | 26 | 27 | 28 |
| 29 | 30 |    |    |    |    |    |

| Пн | Вт | Ср | Чт | Пт | Сб | Вс |
|    |    | 1  | 2  | 3  | 4  | 5  |
| 6  | 7  | 8  | 9  | 10 | 11 | 12 |
| 13 | 14 | 15 | 16 | 17 | 18 | 19 |
| 20 | 21 | 22 | 23 | 24 | 25 | 26 |
| 27 | 28 | 29 | 30 | 31 |    |    |

## События
См. также: Категория:2010 год
- Год учителя в России[1].
- Год качества в Беларуси[2].
- Год Франции в России, а также год России во Франции[3].
- Международный год биоразнообразия[4].
- Год китайского языка в России[5].
- Год выдающегося норвежского писателя, поэта, драматурга и общественного деятеля Бьёрнстьерне Бьёрнсона в Норвегии[6].
- Год председательства Казахстана в ОБСЕ[7].

### Январь
- 1 января
  - Вступил в силу Таможенный союз России, Беларуси и Казахстана.
  - Испания стала государством-председателем Совета Европейского союза.
  - Введение в обращение сукре — единой валюты некоторых стран Латинской Америки для взаимных расчётов в безналичной форме.
  - Телеканалы ВГТРК Россия, Спорт, Культура и Вести переименованы в Россия-1, Россия-2, Россия-К и Россия-24 соответственно.
- 2 января — закрыта на ремонт станция Октябрьская Кольцевой линии Московского метрополитена.
- 3 января — в Буэнос-Айресе стартовало ралли «Дакар-2010».
- 4 января — в Дубае сдана в эксплуатацию башня Бурдж-Халифа (араб. برج خليفة‎ — Башня «Халифа») — небоскрёб, с 19 мая 2008 года — самое высокое когда-либо существовавшее сооружение в мире. Высота — 828 метров (163 этажа).
- 10 января — в Российской Федерации введён новый вид уголовного наказания — «ограничение свободы»[8].
- 12 января — землетрясение на Гаити.
- 15 января — Владимир Торлопов покинул пост главы Республики Коми.
- 17 января — первый тур Президентских выборов на Украине[9].
- 19 января — по указу президента Дмитрия Медведева был образован новый Северо-Кавказский федеральный округ, отделён от Южного федерального округа с центром в Пятигорске.
- 22 января — экипаж Международной космической станции получил прямой доступ в Интернет[10].
- 29 января — в Комсомольске-на-Амуре совершил первый полёт российский истребитель пятого поколения Су-57.
- 30 января — в Калининграде состоялся крупнейший в России с 1990-х годов митинг протеста против действия властей.

### Февраль
- 7 февраля
  - В Варшаве (Польша) прошла жеребьёвка отборочного турнира Чемпионата Европы по футболу 2012.
  - На Украине прошёл второй тур Президентских выборов.
- 8 февраля — 130-й старт (STS-130) по программе Спейс Шаттл. 24-й полёт шаттла Индевор. Экипаж — Джордж Замка, Терри Вёртс, Роберт Бенкен, Николас Патрик, Кэтрин Хайр, Стивен Робинсон. Продолжение строительства Международной космической станции.
- 9 февраля — утверждение Европарламентом нового состава Европейской комиссии.
- 10 февраля — на предолимпийской сессии в Ванкувере (Канада) выбраны столицы Летних юношеских Олимпийских игр 2014 года и Зимних Юношеских Олимпийских игр 2016 года.
- 12 февраля
  - С космодрома Байконур стартовала ракета-носитель «Протон-М» с американским телекоммуникационным спутником «Intelsat 16»[11].
  - На стадионе Би-Си Плэйс в Ванкувере (Канада) прошла церемония открытия Зимних Олимпийских игр 2010.
  - В Афганистане началась Операция «Моштарак», крупнейшая с начала введения войск НАТО в 2001 году.
- 14 февраля — наступление Нового года по китайскому календарю.
- 15 февраля — в России отменяется обязательная сертификация пищевой и парфюмерно-косметической продукции, а также посуды.
- 19 февраля — Международный союз теоретической и прикладной химии официально утвердил название 112-го химического элемента[12][13]. Учёные Института тяжёлых ионов (Дармштадт, Германия) предложили для 112-го элемента название «коперниций» (Copernicium, Cn) в честь Николая Коперника[14].
- 23 февраля — запуск «Международного торгового центра eBay» на русском языке.
- 25 февраля — инаугурация четвёртого Президента Украины Виктора Януковича.
- 27 февраля — мощное землетрясение в Чили; погибло более восьмисот человек[15].
- 28 февраля — на стадионе Би-Си Плэйс в Ванкувере (Канада) прошла церемония закрытия Зимних Олимпийских игр. Произошла передача Олимпийского флага от Ванкувера столице Зимних Олимпийских игр 2014 Сочи.

### Март

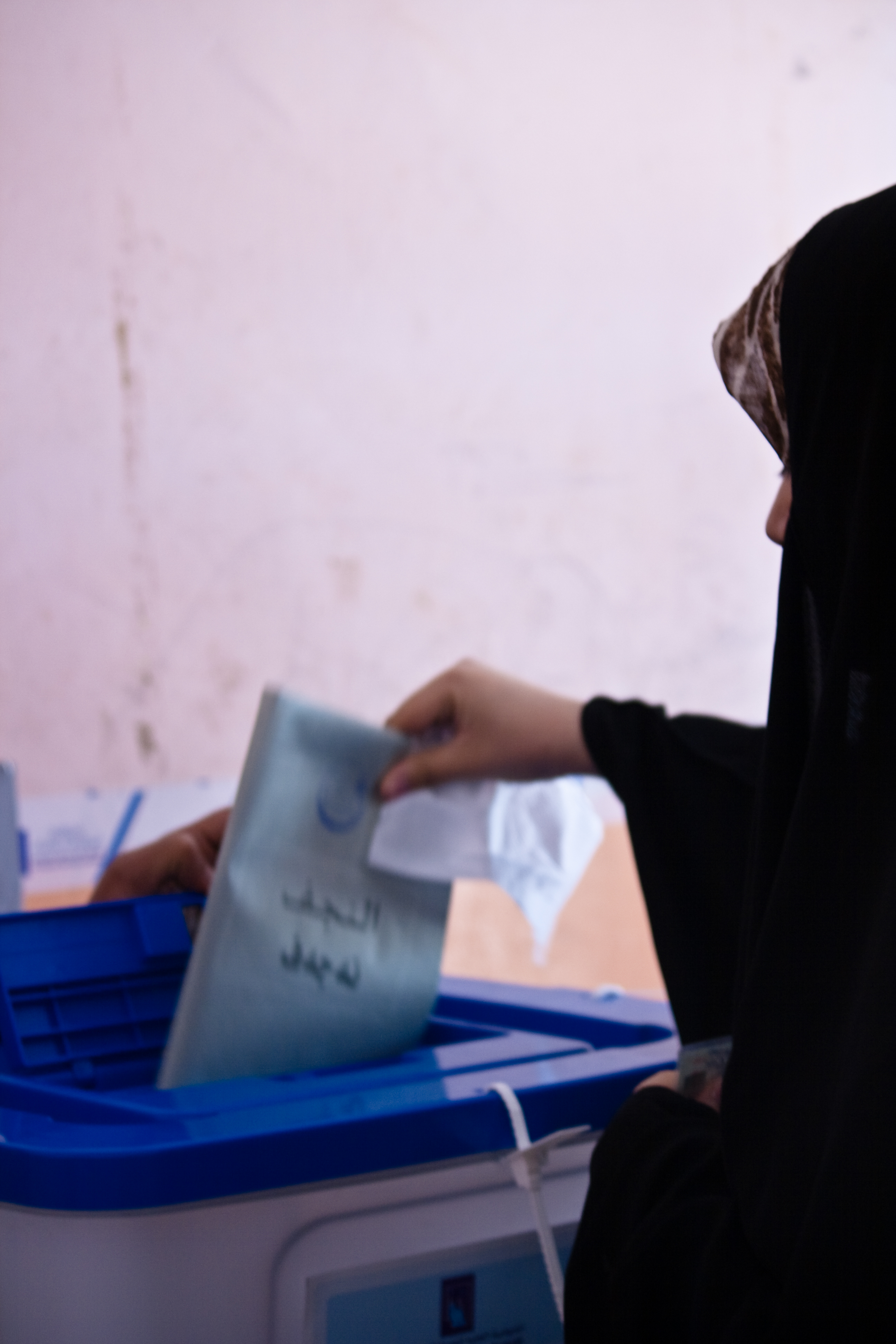
Женщина голосует на парламентских выборах 2010 года в Ираке

- 7 марта — в Ираке прошли выборы в Совет представителей[16].
- 9 марта — в Лондоне состоялась премьера нового мюзикла Эндрю Ллойда Уэббера, сиквела мюзикла «Призрак Оперы» — «Любовь не умрёт никогда».
- 18 марта — приземление космического корабля Союз ТМА-16. Экипаж посадки — Максим Сураев, Джеффри Уильямс (США).
- 18 марта — Математический институт Клэя объявил о присуждении Григорию Перельману премии в размере 1 млн долларов США за доказательство гипотезы Пуанкаре. Это первое в истории присуждение премии за решение одной из Проблем тысячелетия.
- 20 марта — с космодрома Байконур стартовала ракета-носитель «Протон-М» с американским спутником связи «EchoStar-14»[17].
- 21 марта — извержение вулкана Эйяфьядлайёкюдль.
- 23 марта — Президент США Барак Обама подписал «Закон о доступном здравоохранении для Америки»[18].
- 25 марта — Рустам Минниханов принёс присягу и официально вступил в должность президента Республики Татарстан[19].
- 29 марта — два террористических акта в московском метро, погиб 41 человек.

### Апрель
- 2 апреля — с космодрома Байконур стартовала ракета «Союз-ФГ» с транспортным пилотируемым кораблём «Союз ТМА-18». Экипаж старта — Александр Скворцов, Михаил Корниенко и Трейси Колдуэлл (США).
- 3 апреля
  - В США поступил в продажу первый в мире планшетный ноутбук iPad от Apple.
  - В Британии начал работу первый в Европе 3D-телеканал[20].
- 5 апреля — 131-й старт (STS-131) по программе Спейс Шаттл. 38-й полёт шаттла Дискавери. Экипаж — Алан Пойндекстер, Джеймс Даттон, Ричард Мастраккио, Клейтон Андерсон, Дороти Меткалф-Линденбургер, Стефани Уилсон, Наоко Ямадзаки (Япония). Продолжение строительства Международной космической станции[21].
- 6—7 апреля — массовые беспорядки в Кыргызстане, приведшие к отставке правительства.
- 8 апреля
  - Первый в мире самолёт на солнечных элементах совершил первый тестовый полёт.
  - Президент России Дмитрий Медведев и президент США Барак Обама в Праге подписали Договор о сокращении стратегических наступательных вооружений сроком на 10 лет.
- 9 апреля — в Кыргызстане появилось народное правительство.
- 10 апреля — произошла авиакатастрофа под Смоленском. В авиакатастрофе погибли президент Польши Лех Качиньский с супругой, глава Генштаба Польши Франтишек Гонгор, глава Национального банка Польши Славомир Скшипек и др.[22]
- 14 апреля — землетрясение магнитудой до 7,1 в Китае. Погибли 2039 человек, пропали без вести 195 человек, 12 315 человек получили ранения и более 100 тысяч остались без крова[23].
- 19 апреля — землетрясение в Афганистан магнитудой 5,3. 11 погибших, более 70 раненых[24][25].
- 20 апреля — взрыв нефтяной платформы «Deepwater Horizon». Одна из крупнейших техногенных катастроф в мировой истории по негативному влиянию на экологическую обстановку.
- 22 апреля — с мыса Канаверал проведён испытательный запуск орбитального самолёта Boeing X-37B[26] (приземлился 3 декабря[27]).
- 24 апреля — с космодрома Байконур стартовала ракета-носитель «Протон-М» с разгонным блоком «Бриз-М» и американским телекоммуникационным спутником «AMC-4Р»[28].
- 27 апреля — парламенты России и Украины ратифицировали соглашение по поводу продления срока пребывания Черноморского флота ВМФ России в Крыму до 2042 года[29].
- 28 апреля — пуск ракеты-носителя «Союз-У» с грузовым транспортным кораблём «Прогресс М-05М» к МКС.

### Май
- 1 мая — Взрывы в Сомали. 2 взрыва прогремели в мечети Абдалла Шидейе, 39 погибших и около 70 пострадавших[30].
- 1 мая — 31 октября — всемирная выставка Expo 2010 (Шанхай, Китай)[31].
- 7—23 мая — 74-й чемпионат мира по хоккею с шайбой (Германия).
- 8 мая—9 мая — взрывы на шахте «Распадская».
- 11 мая — на Спасской и Никольской башнях Московского Кремля обнаружены древние надвратные иконы, считавшиеся утраченными[32].
- 12 мая
  - Катастрофа Airbus A330 в Триполи (Ливия), погибли 103 человека. Единственный выживший — восьмилетний ребёнок из Нидерландов[33].
  - В Гамбурге (Германия) прошёл финал первого розыгрыша Лиги Европы УЕФА. Победу одержал клуб Атлетико Мадрид.
  - В России начали работу два первых в Интернете национальных кириллических домена .рф — сайты президент.рф и правительство.рф[34].
- 14 мая
  - Массовые беспорядки в Таиланде. В результате столкновений 10 человек были убиты и не менее 125 ранены[35].
  - 132-й старт (STS-132) по программе Спейс Шаттл. 32-й полёт шаттла Атлантис. Экипаж — Кеннет Хэм, Тони Антонелли, Майкл Гуд, Пирс Селлерс, Стивен Боуэн, Гаррет Рейсман. Продолжение строительства Международной космической станции[36].
  - Основание компании Supercell.
- 15 мая — состоялись акции протеста во многих городах России против платного основного образования.
- 16 мая — в Японии робот I-Fairy впервые в мире провёл официальную свадебную церемонию[37].
- 22 мая
  - Катастрофа лайнера Boeing 737 в Мангалоре (Индия). Погибли 158 человек, выжили 8 человек, один из них скончался по дороге в больницу[38].
  - С космодрома Куру во Французской Гвиане европейский концерн Arianespace запустил ракету Ариан-5[39].
  - Останки астронома и католического священника Николая Коперника перезахоронены в кафедральном соборе Фромборка (Польша)[40].
  - В Мадриде (Испания) состоялся Финал Лиги чемпионов УЕФА. Победу одержал миланский Интер.
- 23 мая — в Кёльне (Германия) состоялся финал 74-го чемпионата мира по хоккею с шайбой. Победу одержала сборная Чехии.
- 25 мая — в результате падения туристического автобуса в Турции погибли 16 российских туристов. Ещё 25 россиян получили травмы[41].
- 26 мая — Шаттл «Атлантис» совершил посадку на космодроме на мысе Канаверал[42].
- 28 мая
  - Крушение поезда в Индии, погибли 100 человек и ещё более 160 получили ранения[43].
  - В Лахоре (Пакистан) боевики захватили две мечети, погибли более 80 человек, более 100 ранены[44].
- 29 мая — в Осло (Норвегия) прошёл финал Конкурса песни Евровидение 2010. Победу одержала представительница Германии Лена Майер-Ландрут.
- 30 мая — в России прошёл финал национального отборочного конкурса Детское Евровидение 2010. Россию представит дуэт «Волшебный Микрофон» с песней «Boy & Girl».
- 31 мая — Израиль атаковал шесть судов международной «Флотилии свободы», шедшей с гуманитарным грузом в направлении Сектора Газа. В результате последовавших событий были убиты 9 и ранены 30 пассажиров корабля «Мави Мармара», ранения также получили 10—15 израильских солдат.

### Июнь
- 2 июня — приземление космического корабля Союз ТМА-17. Экипаж посадки — Олег Котов, Тимоти Кример (США) и Соити Ногути (Япония).
- 3 июня — стартовал основной этап проекта Марс-500 — серия экспериментов по длительной изоляции экипажа в условиях специально созданного наземного экспериментального комплекса[45].
- 5 июня — специалисты НАСА предположили, что американская автоматическая межпланетная станция Кассини обнаружила на спутнике Сатурна Титане признаки жизни[46][47].
- 10 июня — Вспыхнули межэтнические столкновения между киргизами и узбеками на юге Кыргызстана. Погибли более 420 человек[48].
- 11 июня — 11 июля — чемпионат мира по футболу 2010 (Южно-Африканская Республика)[49].
- 13 июня
  - Японский космический аппарат Хаябуса успешно доставил на Землю капсулу, возможно, с пробой грунта астероида Итокава[50].
  - В Бельгии прошли внеочередные выборы обеих палат Парламента.
- 15—17 июня — международная выставка Electronic Entertainment Expo (Лос-Анджелес, США)[51].
- 16 июня — российский пилотируемый космический корабль «Союз ТМА-19» выведен на околоземную орбиту. Экипаж старта — Фёдор Юрчихин, Дуглас Уилок (США) и Шеннон Уокер (США). 100-й полёт к международной космической станции[52].
- 17—19 июня — Петербургский международный экономический форум (Санкт-Петербург, Россия)[53].
- 19 июня — открыты станции Достоевская и Марьина Роща Люблинско-Дмитровской линии Московского метрополитена[54].
- 21—23 июня — первые Олимпийские игры роботов-андроидов 2010 (Харбин, Китай)[55].
- 23 июня
  - В Испании скоростной поезд врезался в переходивших через железнодорожные пути. Погибли 12 человек, 13 ранены[56].
  - Госдепартамент США включил лидера чеченских боевиков Доку Умарова в список международных террористов[57].
- 27 июня
  - Президенты Македонии, Албании, Черногории и Косова подписали соглашение о создании зоны свободной торговли[58].
  - Для грузоперевозчиков открыт крупнейший аэропорт мира Al Maktoum International в Дубае, для пассажирских лайнеров аэропорт откроется в марте 2011 года[59].
- 27 июня — 1 июля — I Международный кинофестиваль экшн-фильмов «Astana» (Астана, Казахстан)[60].
- 30 июня — на внеочередных выборах президентом Германии избран Кристиан Вульф[61].
- Июнь — начало сентября — аномальная жара и пожары в России.

#### Без точных дат
- Саммит Россия — ЕС (Ростов-на-Дону, Россия)[62].

### Июль
- 1 июля
  - Вступил в действие Таможенный кодекс Таможенного союза России, Беларуси и Казахстана[63].
  - Бельгия стала государством-председателем Совета Европейского союза[64].
- 3 июля
  - Вступила в должность Президента Кыргызской Республики переходного периода Роза Отунбаева, став первой в СНГ женщиной-президентом[65].
  - Открытие гоночной трассы «Нижегородское кольцо».
- 4 июля — на досрочных выборах президента Польши победу одержал Бронислав Коморовский[66].
- 11 июля — в ЮАР завершился чемпионат мира по футболу. Чемпионом стала сборная Испании.
- 19—25 июля — международное авиашоу Фарнборо 2010[67].
- 21 июля
  - Террористический акт на Баксанской ГЭС (Кабардино-Балкария, Россия). Повреждены два гидрогенератора, два охранника погибли[68].
  - Президент США Барак Обама подписал Закон о финансовой реформе[69].
- 22 июля — Международный суд ООН в Гааге подтвердил законность одностороннего провозглашения независимости Республики Косово от Сербии[70].
- 27 июля — 1 августа — чемпионат Европы по лёгкой атлетике (Барселона, Испания)[71].

### Август
- 6—7 августа — парад планет[72].
- 10 августа — запуск русской версии всемирно известного телеканала Disney Channel вместо канала Jetix[73].
- 11 августа — первый финал Кубка Либертадорес. Мексиканская «Гвадалахара» на своём поле уступила бразильскому «Интернасьоналу» 1:2.
- 14 августа — запуск российского телеканала Спорт 1 (ВГТРК).
- 14—26 августа — Летние юношеские Олимпийские игры (Сингапур)[74][75].
- 15 августа — в России введён временный запрет на экспорт зерна по причине аномальной жары[76].
- 18 августа — ответный финал Кубка Либертадорес 2011. На Бейра-Рио «Интернасьонал» обыграл «Гвадалахару» со счётом 3:2 и во второй раз стал победителем турнира.
- 30 августа — в центре Братиславы 50-летний мужчина застрелил 8 человек, 13 ранены[77].
- 31 августа — президент США Барак Обама официально объявил о завершении военной операции в Ираке[78].

### Сентябрь
- 1 сентября — в ЕС запрещена продажа ламп накаливания мощностью 75 Вт[79].
- 2 сентября — с космодрома Байконур стартовала ракета-носитель класса Протон-М с тремя спутниками Глонасс-М[80].
- 6—7 сентября — VII Форум межрегионального сотрудничества Казахстана и России (Усть-Каменогорск, Казахстан)[81].
- 9 сентября — террористический акт во Владикавказе (Россия). Убиты 18 человек и ранены 202 человека.
- 16 сентября — ЕС подписал договор о создании зоны свободной торговли с Южной Кореей[82].
- 17—18 сентября — в Душанбе (Таджикистан) состоялся музыкальный фестиваль «Небо Содружества», который объединил молодых эстрадных звёзд из стран СНГ и Грузии[83].
- 18 сентября — Казахстан впервые в истории прошёл в Мировую группу Кубка Дэвиса[84].
- 20—24 сентября — в Калуге проходил XXI съезд Всероссийского Физиологического общества им. И. П. Павлова[85].
- 22 сентября — в Израиле вступил в силу закон о гражданском браке для нерелигиозных граждан[86].
- 24 сентября — в Харькове (Украина) открылся 17-й Международный музыкальный фестиваль «Харьковские ассамблеи»—2010[87].
- 25 сентября — приземление космического корабля Союз ТМА-18. Экипаж посадки — Александр Скворцов, Михаил Корниенко и Трейси Колдуэлл (США).
- 27 сентября — президент Косово Фатмир Сейдиу покинул свой пост[88].
- 28 сентября
  - мэр Москвы Юрий Лужков отправлен в отставку «в связи с утратой доверия Президента РФ»[89].
  - в Пхеньяне во время партконференции, генеральным секретарём Трудовой партии Кореи переизбран Ким Чен Ир.

### Октябрь
- 1 октября — Конституционный суд Украины признал незаконной конституционную реформу 2004 года. Украина вернулась к президентско-парламентской форме правления[90].
- 2 октября — в Латвии состоялись выборы в однопалатный парламент — Сейм. Победу одержало объединение «Единство», которое возглавляет премьер-министр страны Валдис Домбровскис[91].
- 7 октября — Роскосмос запустил с космодрома Байконур Союз «Союз ТМА-01М» с модернизированной системой управления[92]. Экипаж старта — Александр Калери, Олег Скрипочка и Скотт Келли (США).
- 10 октября
  - Десятый Единый день голосования в России.
  - Начало трансляции популярного мультсериала My Little Pony.
  - Роспуск Нидерландских Антильских островов[93].
- 14 октября — с космодрома Байконур стартовала ракета-носитель «Протон-М» с разгонным блоком «Бриз-М» и американским телекоммуникационным спутником «Sirius XM-5»[94].
- 14—25 октября — Всероссийская перепись населения.
- 15 октября — в России начал работу первый в СНГ 3D-телеканал[95].
- 21 октября
  - Сергей Собянин официально вступил в должность мэра Москвы[96].
  - Изменён флаг Республики Союза Мьянма[97].
- 25 октября — землетрясение магнитудой 7,7 возле островов Ментавай к западу от Суматры в Индонезии, вызвавшее волну цунами, унесло жизни как минимум 413 человек, ещё 298 человек пропали без вести[98].
- 30 октября — в городе Санья (КНР) состоялся конкурс красоты Мисс Мира 2010[99].
- 31 октября — состоялись местные выборы на Украине[100].
- Эпидемия холеры в Гаити, жертвами эпидемии стали около 330 человек[101].

### Ноябрь
- 4 ноября — Президент РФ Дмитрий Медведев подписал Указы о присвоении Владивостоку, Тихвину, Твери почётного звания «Город воинской славы»[102].
- 11—12 ноября — 5-й саммит Группы двадцати (Сеул, Южная Корея)[103].
- 17 ноября — Казахстан и США объявили о «безопасном закрытии» промышленного ядерного реактора БН-350 в городе Актау (Казахстан).
- 19—20 ноября — саммит НАТО в Лиссабоне (Португалия)[104].
- 20 ноября — в Минске (Беларусь) прошёл Детский конкурс песни Евровидение 2010. Победу одержал представитель Армении Владимир Арзуманян.
- 23 ноября — вооружённый конфликт между КНДР и Южной Кореей[105].
- 24—26 ноября — протест в Лондоне и Риме школьников и студентов против реформы образования и повышения платы за образование[106].
- 26 ноября — приземление космического корабля Союз ТМА-19. Экипаж посадки — Фёдор Юрчихин, Дуглас Уилок (США) и Шеннон Уокер (США).
- 28 ноября — парламентские выборы в Республике Молдова[107].

### Декабрь
- 1—2 декабря — саммит ОБСЕ в Астане (Казахстан)[108].
- 2 декабря
  - в Цюрихе (Швейцария) прошло объявление стран-хозяек чемпионатов мира по футболу 2018 года — России и 2022 года — Катара[109][110].
  - образовалась украинская поп-группа Время и Стекло.
- 8 декабря — пожар в тюрьме (Сантьяго, Чили), погиб 81 человек.
- 11 декабря — в Москве на Манежной площади состоялся митинг молодёжи, которая протестовала против коррупции в правоохранительных органах и требовала наказания виновных в убийстве Егора Свиридова. Митинг перерос в массовые беспорядки.
- 12 декабря — в Косове прошли парламентские выборы. Большинство голосов получила Демократическая партия Косово во главе с премьер-министром Хашимом Тачи[111].
- 15 декабря
  - В Махачкале (Россия) прошёл Съезд народов Дагестана[112].
  - Роскосмос запустил с космодрома Байконур Союз ТМА-20. Экипаж старта — Дмитрий Кондратьев, Катерина Коулман (США) и Паоло Несполи (Италия)[113].
- 19 декабря — в Беларуси прошли президентские выборы. Действующий президент Александр Лукашенко переизбран, получив 79,67 % голосов[114]. Оппозиция провела митинг у Дома Правительства в Минске, перешедший, по мнению состоявшегося вскоре суда, в массовые беспорядки[115].
- 22 декабря
  - Совет Безопасности ООН учредил Международный остаточный механизм для уголовных трибуналов[116].
  - Сенат США ратифицировал Договор с Россией о сокращении наступательных вооружений[117].
- 27 декабря — начало вещания Карусель[118].
- 30 декабря — открыты станция «Обводный канал» Петербургского метрополитена[119] и станция Козья слобода Казанского метрополитена[120].

## Персоны года
Человек года по версии журнала Time — Марк Цукерберг, США — разработчик и основатель социальной сети Facebook.

## Нобелевские премии
- Нобелевская премия по физике присуждена сотрудникам Манчестерского университета Андрею Гейму и Константину Новосёлову «за революционные эксперименты с двумерным материалом графеном»[122].
- Нобелевская премия по физиологии и медицине присуждена британскому физиологу Роберту Эдвардсу «за открытие и развитие технологии экстракорпорального оплодотворения»[123].
- Нобелевская премия по химии присуждена Ричарду Хеку (США), Эйити Нэгиси и Акире Судзуки (Япония) «за разработку новых, более эффективных путей соединения атомов углерода друг с другом с целью построения сложных молекул, которые улучшают нашу повседневную жизнь»[124].
- Нобелевская премия по литературе присуждена перуанскому прозаику Марио Варгас Льоса «за детальное описание структуры власти и за яркое изображение восставшего, борющегося и потерпевшего поражение человека»[125].
- Нобелевская премия мира присуждена китайскому правозащитнику Лю Сяобо «за длительную ненасильственную борьбу за фундаментальные права человека в Китае»[126].
- Нобелевская премия по экономике присуждена американцам Питеру Даймонду и Дэйлу Мортенсену и киприоту Кристоферу Писсаридесу «за исследования рынков с моделями поиска»[127].